# 二見岡站

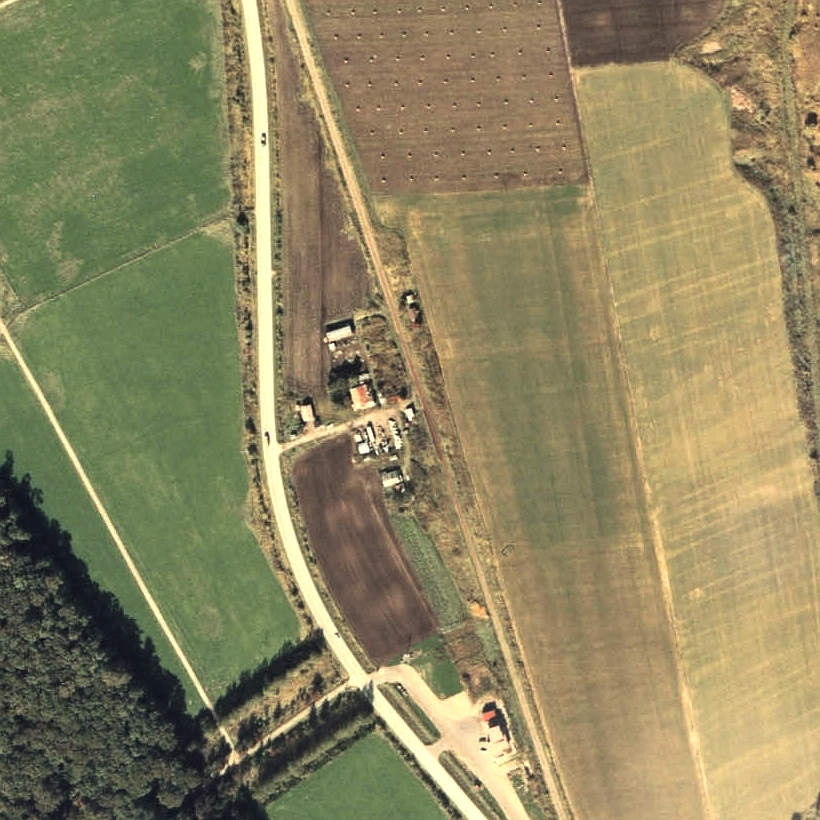
1977年的二見岡站與方圓約500米範圍。下方為網走方向。周邊的網走湖畔地段是由網走刑務所管轄的二見岡農場，一般人不可進入。車站在中央，站前只有一些民居。左下方的道路旁設有農場和作業官舍。車站很早已經無人化。由原來的車站大樓變為小型候車室。圖中可看見島狀的單式月台。曾經車站大樓旁邊設有貨物線、圖中已經看不到相關痕蹟。

二見岡站（日语：／ Ubaranai eki */?）是位於北海道網走市字二見岡，日本國有鐵道（國鐵）的湧網線車站（廢站）。隨著湧網線廢線，車站在1987年（昭和62年）3月20日廢除。

## 歷史
- 1935年（昭和10年）10月10日 - 鐵道省湧網東線網走站至卯原內站之間開通，此站啟用[1]。當時為一般車站[1]。
- 1949年（昭和24年）6月1日 - 日本國有鐵道成立，成為日本國有鐵道車站。
- 1953年（昭和28年）10月22日 - 佐呂間站至下佐呂間站（後來為濱佐呂間站）之間開通。中湧別站至網走站間全線開通。路線名稱改名為湧網線。
- 1960年（昭和35年）10月1日 - 結束處理貨物和行李[1]。
- 1961年（昭和36年）4月1日 - 成為無人車站。
- 1987年（昭和62年）3月20日 - 湧網線全線廢除，此站也廢除[1]。

## 車站構造
截至車站廢除前，車站是一座地面車站，設有1面1線的單式月台。月台位於路軌西邊（網走方向的列車會開啟右邊車門），此站沒有轉轍器。
此站是無人車站。在有人車站時代車站大樓已經撤走，月台南邊設有候車室。

## 站名的由來
車站名稱取自啟在地名。地名取自該處可望向網走湖和能取湖兩邊。

## 車站周邊
車站位於雜草中。
- 國道238號（日语：国道238号）（鄂霍次克國道）[5]
- 北海道道104號網走端野線（日语：北海道道104号網走端野線）
- 北海道道1087號網走常呂單車徑線（日语：北海道道1087号網走常呂自転車道線） - 使用湧網線廢線遺址用作單車行人專用道路（日语：自転車歩行者専用道路）。
- 二見岡公園 - 車站南邊約1.5公里[3]。步行約20分鐘[3]。該處種植了100棵櫻花樹[3]。
- 網走刑務所（日语：網走刑務所）二見岡農場 - 車站西邊[5]。
- 網走湖 - 車站東邊約1.5公里[3]。
- 能取湖 - 車站西北方[5]。
- 網走巴士（日语：網走バス）「二見中央」巴士站

## 現況
截至2011年（平成23年），站內沒有鐵路相關痕蹟。
車站遺址附近的路軌遺址建設了單車行人專用道路，道路名稱為北海道道1087號網走常呂單車徑線。

## 相鄰車站
日本國有鐵道
湧網線 
卯原內－二見中央臨時乘降場－二見岡－大曲臨時乘降場－網走

## 注腳
1. 1 2 3 4 5 6  石野哲（編）. . JTB. 1998: 916. ISBN 978-4-533-02980-6 （日语）.
2. ↑  1948年撮影航空写真（日語）（國土地理院 地圖、航空相片參閲服務）
3. 1 2 3 4 5 6 7 8  宮脇俊三 (编). . 原田勝正. 小學館. 1983-07: 162. ISBN 978-4093951012 （日语）.
4. ↑  札幌鉄道局編 (编). . 北彊民族研究会. 1939: 105. NDLJP: 1029473 （日语）.
5. 1 2 3  . 地勢堂. 1980-03: 46 （日语）.
6. 1 2  本久公洋. . 北海道新聞社. 2011-09: 107. ISBN 978-4894536128 （日语）.